# Antony Gautier
Antony Gautier (Nord Pas de Calais, 1977. november 19. –) francia nemzetközi labdarúgó-játékvezető. Polgári foglalkozása, az University of Lille matematikai tanára, Lille városi alpolgármestere.

## Pályafutása

### Nemzeti játékvezetés
A játékvezetői vizsgát 1962-ben, 15 évesen tette le. Középiskolai és egyetemi tanulmányai mellett a nemzeti bajnokságok különböző osztályaiban játékvezetőként és partbíróként szolgálta a labdarúgást. Nemzeti labdarúgó-szövetségének megfelelő játékvezető bizottságai minősítése alapján jutott magasabb osztályokba. 2004 – 2007 között 2. liga, 2007-től az I. Liga játékvezetője. A küldési gyakorlat szerint rendszeres 4. bírói szolgálatot is végez. Második ligás mérkőzéseinek száma: 50 (2015). Első ligás mérkőzéseinek száma: 135 (2015).

#### Nemzeti kupamérkőzések
Vezetett kupadöntők száma: 2.

##### Francia labdarúgókupa
| Időpont         | Helyszín                     | Mérkőzés típusa | Mérkőzés                          | Eredmény |
| --------------- | ---------------------------- | --------------- | --------------------------------- | -------- |
| 2015. május 30. | Stade de France, Saint-Denis | döntő           | AJ Auxerre–Paris Saint-Germain FC | 0 – 1    |

##### Francia Liga-kupa
| Időpont           | Helyszín                     | Mérkőzés típusa | Mérkőzés                                      | Eredmény | Nézők száma |
| ----------------- | ---------------------------- | --------------- | --------------------------------------------- | -------- | ----------- |
| 2011. április 23. | Stade de France, Saint-Denis | döntő           | Olympique de Marseille–Montpellier Hérault SC | 1 – 0    | 74 259      |

### Nemzetközi játékvezetés
A Francia labdarúgó-szövetség Játékvezető Bizottsága (JB) terjesztette fel nemzetközi játékvezetőnek, a Nemzetközi Labdarúgó-szövetség (FIFA) 2010-től tartja nyilván bírói keretében. A FIFA JB központi nyelvei közül a franciát beszéli. Stéphane Lannoy mögött a 2. számú francia játékvezető. Több nemzetek közötti válogatott és klubmérkőzést vezetett, vagy működő társának 4. bíróként segített. A francia nemzetközi játékvezetők rangsorában, a világbajnokság-Európa-bajnokság sorrendjében többedmagával a 19. helyet foglalja el 6 találkozó szolgálatával. A FIFA JB nyilvántartása szerint 2010-től 3., 2015-től 2. kategóriás bíróként foglalkoztatják. Válogatott mérkőzéseinek száma: 10 (2014).
| Időpont            | Helyszín                  | Mérkőzés típusa                      | Mérkőzés                 | Eredmény | Nézők száma |
| ------------------ | ------------------------- | ------------------------------------ | ------------------------ | -------- | ----------- |
| 2010. november 17. | Estádio da Luz, Lisszabon | első nemzetközi válogatott mérkőzése | Portugália–Spanyolország | 4 – 0    | 665 000     |

#### Labdarúgó-világbajnokság
A világbajnoki döntőkhöz vezető úton Brazíliába a XX., a 2014-es labdarúgó-világbajnokságra a FIFA JB játékvezetőként alkalmazta. Selejtező mérkőzéseket a FIFA zónában vezetett.

##### 2014-es labdarúgó-világbajnokság

###### Selejtező mérkőzés
| Időpont             | Helyszín                      | Mérkőzés típusa           | Mérkőzés                | Eredmény | Nézők száma |
| ------------------- | ----------------------------- | ------------------------- | ----------------------- | -------- | ----------- |
| 2012. szeptember 7. | Laugardalsvöllur, Reykjavík   | előselejtező (E. csoport) | Izland–Norvégia         | 2 – 0    | 8352        |
| 2013. március 22.   | Hampden Park Stadion, Glasgow | előselejtező (A. csoport) | Skócia–Wales            | 1 – 2    | 39 365      |
| 2013. szeptember 6. | Eden Arena Stadion, Prága     | előselejtező (B. csoport) | Csehország–Örményország | 1 – 2    | 17 628      |

#### Labdarúgó-Európa-bajnokság
Az európai labdarúgó torna döntőjéhez vezető úton Ukrajnába és Lengyelországba a XIV., a 2012-es labdarúgó-Európa-bajnokságra, valamint Franciaországba a XV., a 2016-os labdarúgó-Európa-bajnokságra az UEFA JB játékvezetőként foglalkoztatta.

##### 2012-es labdarúgó-Európa-bajnokság

###### Selejtező mérkőzés
| Időpont           | Helyszín                 | Mérkőzés típusa           | Mérkőzés              | Eredmény | Nézők száma |
| ----------------- | ------------------------ | ------------------------- | --------------------- | -------- | ----------- |
| 2011. június 7.   | Råsunda Stadion, Solna   | előselejtező (E. csoport) | Svédország–Finnország | 5 – 0    | 32 128      |
| 2011. október 11. | Kantrida Stadion, Rijeka | előselejtező (F. csoport) | Horvátország–Litvánia | 2 – 0    | 8370        |

##### 2016-os labdarúgó-Európa-bajnokság

###### Selejtező mérkőzés
| Időpont           | Helyszín                  | Mérkőzés típusa           | Mérkőzés       | Eredmény | Nézők száma |
| ----------------- | ------------------------- | ------------------------- | -------------- | -------- | ----------- |
| 2014. október 10. | Nemzeti Stadion, Ta’ Qali | előselejtező (H. csoport) | Málta–Norvégia | 0 – 3    | 3000        |

## Szakmai sikerek
A Francia Labdarúgó-szövetség Játékvezető Bizottsága  2009-ben és 2011-ben az 1. liga legjobb játékvezetőnek járó UNFP Trophy elismerésben részesítette.